# Solilokvium
Solilokvium (z latinského solo, tedy "k sobě", a loquor, tedy "mluvím") je druh monologu (původně divadelního), kdy postava mluví sama k sobě. Klasický monolog proti tomu míří k publiku či jiné postavě, byť třeba nepřítomné. Solilokvium bylo typickým nástrojem klasického dramatu, hojně ho užívá třeba Hamlet ve stejnojmenném dramatu Williama Shakespeara, nebo též jeho Jago v Othellovi. Po prosazení se realismu v 19. století přestal být tento nástroj dramatiky používán. Objevuje se ale třeba v televizních a filmových produkcích, kde nepůsobí tak zastarale. Na hovoru k sobě byla založena například filmová komedie Nejlepší ženská mého života s Jiřím Sovákem v hlavní roli, bývá užíván v sitcomech jako komický efekt, například v seriálu Přátelé, v devatenácté epizodě sedmé řady (The One with Ross and Monica's Cousin, česky Sestřenice), kde Ross balí svou sestřenici v podání Denise Richardsové. Systematicky je princip užíván v seriálu Lizzie McGuire nebo Dům z karet.